# Košarovce
Košarovce jsou obec na Slovensku v okrese Humenné v Prešovském kraji. Žije zde 620 obyvatel.
První písemná zmínka pochází z roku 1408. Nachází se zde Kostel Nejsvětější Trojice.